# Космологија
Космологија (грч. κοσμολογία; од грч. κόσμος — космос и грч. λογία — наука) је научно и филозофско учење о постанку и развоју космоса који се обликовао из почетног хаоса у сређену целину.
Термин космологија први пут је употребио Томас Блоунт на енглеском језику 1656. године у часопису Glossographia, а 1731. године, на латинском језику, немачки филозоф Кристијан Вулф, у часопису Cosmologia Generalis. У првој половини 20. века, реч „космос”, односно „универзум”, коришћена је за означавање свега што чини простор-време у којем се налазимо, као и све материје са енергијом у њој. Космологија је наука која се развила из астрономије и физике, са циљем проучавања и разумевања свемира. У другој половини 20. века, развија се, и из космологије издваја, осматрачка космологија, која се назива и физичком космологијом.
Физичка космологија је проучавање порекла универзума који се може посматрати, његових великих структура и динамике, и коначне судбине универзума, укључујући законе науке који управљају овим областима. Истражују га научници, укључујући астрономе и физичаре, као и филозофе, као што су метафизичари, филозофи физике и филозофи простора и времена. Због овог заједничког делокруга са филозофијом, теорије у физичкој космологији могу укључивати научне и ненаучне пропозиције и могу зависити од претпоставки које се не могу тестирати. Физичка космологија је подграна астрономије која се бави универзумом у целини. Модерном физичком космологијом доминира теорија Великог праска која покушава да споји опсервациону астрономију и физику честица; тачније, стандардна параметризација Великог праска са тамном материјом и тамном енергијом, позната као Ламбда-CDM модел.
Теоријски астрофизичар Дејвид Н. Спергел описао је космологију као „историјску науку“ јер „када гледамо у свемир, гледамо уназад у време“ због коначне природе брзине светлости.

## Дисциплине
Физика и астрофизика су одиграле централну улогу у обликовању нашег разумевања универзума кроз научна посматрања и експерименте. Физичка космологија је обликована кроз математику и посматрање у анализи читавог универзума. Генерално се сматра да је универзум започео Великим праском, након чега је скоро истог тренутка уследила космичка инфлација, ширење свемира из којег се сматра да је свемир настао пре 13,799 ± 0,021 милијарди година. Космогонија проучава настанак универзума, а космографија мапира карактеристике универзума.
У Дидроовој Encyclopédie, космологија је подељена на уранологију (науку о небесима), аерологију (науку о ваздуху), геологију (науку о континентима) и хидрологију (науку о водама).
Метафизичка космологија је такође описана као стављање људи у универзум у односу на све друге ентитете. Ово је илустровано запажањем Марка Аурелија да је место човека у том односу: „Ко не зна шта је свет, не зна где је, а ко не зна због чега свет постоји, не зна ко је он, нити шта је свет“.

## Историја космологије

### Раздобље 3500. п. н. е. - 650. п. н. е.
Вавилонци и стари Египћани су веровали да живот потиче од првобитног океана. Према Вавилонцима, Тиамат, прва жена и Апсу, бог подземног океана, зачели су бога неба који се звао Аноу. Египћани су веровали да је првобитни океан био обитавалиште првог бића, Атума, који је касније назван бог Сунца (Ра).
(в. чланак: Митови о стварању)

### Раздобље 650. п. н. е. - 1500.
Грчки су филозофи увели револуционарну идеју да је свемир вођен законима које је људски ум у стању схвати. Грчки астроном Талес из Милета (~625. п. н. е. - ~547. п. н. е.) је веровао да је вода примарни елемент свемира. Према њему, Земља, у облику равног диска, плива на првобитном океану. Анаксимандар (~610. п. н. е. - ~547. п. н. е.) је тврдио да је свемир заснован на међуделовању супротности (топло/хладно, светло/тамно...). Филозоф Питагора (~580. п. н. е. - ~500. п. н. е.) је веровао да је свемир вођен математичким законима с бројевима у основи свих појава. Платон (~428. п. н. е. - ~348. п. н. е.) је постулирао систем света с две сфере, са Земљом у средишту. Еудокс (~400. п. н. е. - ~350. п. н. е.) је касније број сфера повећао на 27, а Аристотел (~348. п. н. е. - ~322. п. н. е.) га је надопунио. Аристотелов систем је био прихваћен све до 16. века. Око 200. п. н. е. је Аристарх из Самоса предложио теорију по којој Земља кружи око Сунца, а не обратно, међутим требало је чак 2000 година да буде озбиљно схваћена.
Године 1054. кинески астрономи су забележили појаву „нове звезде” у сазвежђу Бика која се кроз цели месец могла видети и по дану. По њиховим врло прецизним картама, астрономи новијег доба су у маглини М1 (Месје 1) препознали остатке супернове коју су Кинези проматрали. Занимљиво је да су, осим Кинеза, настанак М1 забележили и многи други народи (амерички староседеоци), али нико из „цивилизоване” Европе.

### Раздобље 1500. - 1899.
Године 1543. пољски астроном Никола Коперник (1473 - 1543) издаје своју књигу „О револуцији небеских сфера”. Коперник је изменио геоцентрични систем у хелиоцентрични систем: помакнуо Земљу из средишта свемира и тамо поставио Сунце. Земља је тада постала само један од планета које обилазе Сунце. Коперникове идеје се нису уклапале у црквене догме, те су његова дела издана тек након његове смрти.
Ђордано Бруно изложио је космологију (1584) у којој Сунчев систем није средиште свемира, већ релативно безначајан систем међу бесконачним мноштвом других.
Дански астроном Тихо Брахе (1546. - 1601) је 1572. посматрао у звезду Касиопеје „нову звезду” која је била толико сјајна да ју је било могуће видети по дану током целог једног месеца. Пошто звезда није мењала свој положај према осталим звездама, Брахе је закључио да се налази иза планетне сфере. Данас је познато да је Брахе, као и Кинези 1054. године, проматрао супернову. Брахе је посматрао и велику комету која се појавила 1577. године. Помоћу паралаксе је доказао да се комете налазе изван атмосфере, те далеко иза Месеца.
Италијански математичар Галилео Галилеј (1564 - 1642) је први негирао Аристотелову тврдњу да Земљом и небом владају различити природни закони. Према Галилеју, свемир мора бити вођен човеку докучивим законима. Галилео је 1609. први искористио телескоп (изумљен за навигацијске сврхе) за посматрање неба. Његова најзначајнија открића су Јупитерови сателити (4 највећа, касније названи галилејански), фазе Венере, те месечеве планине. Доказао је да сва тела (ако не постоји отпор ваздуха) падају једнаким убрзањем, без обзира на тежину. Објављивања књиге у којој је подржао хелиоцентрични систем имало је за последицу кућни притвор, по наредби цркве.
Немачки математичар Јохан Кеплер (1571. - 1630) је искористио прецизна Брахеова мерења за одгонетање путања планета. Према Кеплеру, планете се не крећу по кружницама, већ по елипсама, са Сунцем у једном од жаришта (фокуса) елипсе. Кеплер је, надаље, открио да се планете брже крећу када су на делу путање ближе Сунцу, те открио математичку везу периода опхода планете око Сунца и њене просечне удаљености од Сунца.
Енглески физичар Исак Њутн (1642 - 1727) је успео да докучи физичке законе који држе планете у елиптичним орбитама. Према Њутну, узрокује их универзална сила гравитације. Ова увек привлачна сила је пропорционална маси оба небеска тија које се привлаче, те обрнуто пропорционална квадрату њихове међусобне удаљености. Њутн је замишљао потпуно детерминистички свемир, вођен законима физике, у којем је све унапред одређено. Њутнови закони кретања (1687) омогућили су математички опис кретања и гравитационог међуделовања небеских тела.
Вилхелм Хершел је на темељу посматрања и мерења израдио модел Млечне стазе (1785) у облику диска са Сунцем у средишту. Хајнрих Вилхелм Олберс је поставио Олберсов парадокс (1826) према којем би, да је свемир бесконачан, ноћно небо било једнолико сјајно.

## Модерна космологија

### Ајнштајнова теорија релативности
Модерна космологија почиње 1915. са Албертом Ајнштајном (1879 - 1955) и његовом специјалном теоријом релативности у којој износи теорију да ништа не може путовати брже од светлости. Касније, у општој теорији релативности, Ајнштајн постулира принцип еквиваленције између гравитације и акцелерације те принципе релативности - по којима закони физике не зависе од посматрача. Ајнштајнове математичке једначине објашњавају везу између закривљености свемира и распореда масе у свемиру. Према Ајнштајну, маса и простор су у међуделовању: маса одређује закривљеност простора, а закривљени простор одређује како ће се маса кретати. Надаље, маса и енергија су еквивалентне: могу се претварати једна у другу. Алберт Ајнштајн је у специјалној теорији релативности претпоставио да простор и време нису одвојени (1905), а у својој је космолошкој теорији претпоставио да је свемир статичан (1917).
Теорија релативности добила је своју прву потврду 1919, када је за време потпуног помрачења Сунца измерено скретање зрака светла једне звезде. Наиме, звезда је требала бити иза Сунца, али је ипак виђена изван оквира Сунчевог диска. Додуше, ваља напоменути следеће: не мали је број физичара и астронома који негирају да су експерименти изведени 1919. на било који начин измерили дефлексију сунчаних зрака, него се, по тим тврдњама, ради о грубим мерним погрешкама које су неадекватно интерпретиране. Као поткрепа таквих ставова наводи се чињеница да даљњи експерименти нису успели да понове тај кључни експеримент.
Ајнштајн се прихватио и изазова настанка свемира. У свом космолошком моделу из 1917. уводи у гравитацијске једначине хипотетску одбојну силу, уз коју се појављује и појам космолошке константе. Сврха ове одбојне силе је била да поништи ефекте привлачне гравитацијске силе, чиме се стварају теоретске основе за постојање статичног свемира, каквим га је Ајнштајн замишљао.

### Фридман и ширење свемира
Руски физичар и математичар Александр Александрович Фридман (1888 - 1925) је претпоставио је да се свемир шири и извео је решења за нестационарни космолошки модел (1922). Он је успео је пронађе решење Ајнштајнових гравитацијских једначина без увођења космолошке константе. Фридман је показао да свемир може бити у стању ширења, што би неутрализовало свеприсутну привлачну гравитацијску силу. До сличних је решења 1927. независно дошао и белгијски свештеник и математичар Жорж Леметр (1894 - 1966). Ајнштајн је превидео ово решење јер није могао да прихватити идеју о свемиру који се шири. Свемир би се, зависно од количине материје у свемиру, могао наставити ширити у бесконачност (отворени модел свемира) или се зауставити те почети скупљати (затворени модел свемира).
Весто Мелвин Слајфер је, посматрајући помак спектралних линија у спектрима галактика, открио (1912) да превладава црвени помак, то јест да се већина галаксија удаљава. Хенријета Левит Свон открила је (1912) да сјајније цефеиде (пулсирајуће променљиве звезде) имају дужи период промене сјаја, а то је омогућило мерење великих удаљености у свемиру.

### Хаблов закон
Едвин Хабл (1888 - 1953), открио је 1929. пропорционалност између удаљености поједине галаксије и њеног црвеног помака. Ова појава је названа Хаблеов закон. Црвени помак је протумачен као Доплеров помак услед удаљавања галаксије. Једначине за Доплеров ефект говоре да су помак таласне дужине према црвеном и брзина удаљавања пропорционални (за брзине много мање од брзине светлости). Заједно с Хабловим законом добија се пропорционалност између удаљености галаксије и њене брзине удаљавања: што је галаксија удаљенија, брже се удаљава од нас. Ово, пак, наводи на закључак да је свим галаксијама требало подједнако времена за помак од почетне позиције до данашњег положаја.
Хублово откриће је донекле било потпомогнуто радом холандског астронома Вилема де Ситера који је 1917. предложио хипотезу по којој свемир поседује својство продуживања таласне дужине светлости која путује кроз њега. Хаблов закон је уверљив доказ ширења свемира какав је предложен у Фридман-Леметровом моделу.
Ајнштајн и де Ситер су 1931. изнели хипотезу (Ајнштајн-де Ситеров модел) по којој свемир има тачно критичну густину. Такав би свемир био бесконачан, с Еуклидском геометријом то јест „раван”, за разлику од „отвореног” и „затвореног” из Фридман-Леметрових модела.

### Теорија сталног стања
Три енглеска физичара - Фред Хојл, Херман Бонди и Томас Голд - 1946. године предлажу нову теорију: теорију сталног стања. По овој се теорији свемир стално шири, а нова материја спонтано настаје у празнинама. Новонастала материја се акумулира и твори нове звезде. По овој теорији, далеке и блиске галаксије би требале да изгледају статистички једнако. Теорија Великог праска тврди супротно: далеке галаксије би требале да изгледају у просеку млађе, јер се, због кашњења које је последица коначне брзине светлости, виде како су изгледале у ранијим стадијима свемира. По теорији Великог праска, далеке галаксије би требале да имају више гаса те више масивних краткоживећих звезда. Експериментална провера постала је могућа тек неколико деценија касније, с развојем довољно осетљивих сензора.

### Џорџ Гамов о раном свемиру
Џорџ Гамов је покушао да објасни расподелу (дистрибуцију) хемијских елемената у свемиру кроз спонтане термонуклеарне реакције. Он је изнео хипотезу по којој се свемир у својим најранијим почецима састојао о првобитне материје назване илем. Гамов је илем замислио као неутронски плин врло високе температуре (изнад 10 милијарди ступњева К). Пошто су неутрони били у „слободном” стању, почели су се распадати у протоне, електроне и неутрине. Настало је кључајуће море неутрона и протона од којих су се неки удружили у теже елементе. По Гамову, сви елементи у свемиру су настали на овај начин и то у првих 20 минута након Великог праска. Ову је теорију, заједно с Ралфом Алфером, Гамов изнио 1948. Модел Великог праска, чија прва формулација потиче од Џорџа Гамова из 1948, данас је у научном свету општеприхваћена слика постанка свемира.
У свом следећем раду, Гамов и Алфер предвиђају постојање позадинског зрачења, које је детектовано тек неколико деценија касније.